# Maripanthus
Maripanthus Maddison, 2020 è un genere di ragni appartenente alla famiglia Salticidae.

## Distribuzione
Le 6 specie sono state reperite in Asia orientale.

## Tassonomia
Per la descrizione delle caratteristiche di questo genere sono stati esaminati gli esemplari tipo di M. draconis Maddison, 2020.
Non sono stati esaminati esemplari di questo genere dal 2021.
Attualmente, a gennaio 2022, si compone di 6 specie:
- Maripanthus draconis Maddison, 2020[2] — Singapore
- Maripanthus gloria Caleb, 2021 — India
- Maripanthus jubatus Maddison, 2020 — India
- Maripanthus menghaiensis (Cao & Li, 2016) — Cina
- Maripanthus reinholdae Maddison, 2020 — Borneo (Malesia, Brunei)
- Maripanthus smedleyi Reimoser, 1929 — Indonesia (Sumatra)